# Leopold Trattinnick
Leopold Trattinnick (1764-1849) foi um botânico austríaco.